# Unione Sportiva Pergocrema 1932 1979-1980
Questa voce raccoglie le informazioni riguardanti l'Unione Sportiva Pergocrema 1932 nelle competizioni ufficiali della stagione 1979-1980.

## Rosa
| N. |                   | Ruolo | Calciatore           |
| -- | ----------------- | ----- | -------------------- |
|    | Italia (bandiera) | A     | Eustachio Albanese   |
|    | Italia (bandiera) | C     | Mauro Anzola         |
|    | Italia (bandiera) |       | Baroni               |
|    | Italia (bandiera) | D     | Pierino Bonizzoni    |
|    | Italia (bandiera) | D     | Pierluigi Consonni   |
|    | Italia (bandiera) | D     | Roberto Degli Angeli |
|    | Italia (bandiera) | A     | Giuseppe Doldi       |
|    | Italia (bandiera) | A     | Luciano Ferla        |
|    | Italia (bandiera) | C     | Mario Festari        |
|    | Italia (bandiera) | C     | Federico Frigerio    |
|    | Italia (bandiera) | C     | Alberto Fumagalli    |
|    | Italia (bandiera) | C     | Alberto Gramignoli   |
|    | Italia (bandiera) | D     | Paolo List           |

| N. |                   | Ruolo | Calciatore              |
| -- | ----------------- | ----- | ----------------------- |
|    | Italia (bandiera) | C     | Giuseppe Mazzoleri      |
|    | Italia (bandiera) | C     | Walter Moneta           |
|    | Italia (bandiera) | P     | Gianbattista Piacentini |
|    | Italia (bandiera) | C     | Giovanni Pirola         |
|    | Italia (bandiera) | A     | Paolo Previtali         |
|    | Italia (bandiera) | A     | Palmiro Riboli          |
|    | Italia (bandiera) | A     | Emilio Rossi            |
|    | Italia (bandiera) | P     | Franco Rottoli          |
|    | Italia (bandiera) | A     | Mario Salari            |
|    | Italia (bandiera) | D     | Andrea Stimpfl          |
|    | Italia (bandiera) | C     | Tiberio Terzi           |
|    | Italia (bandiera) | D     | Francesco Tolasi        |

## Risultati

### Campionato

#### Girone di andata
| 30 settembre 1979 1ª giornata | Pergocrema | 0 – 1 | Lecco |  |

| 7 ottobre 1979 2ª giornata | Forlì | 2 – 1 | Pergocrema |  |

| 14 ottobre 1979 3ª giornata | Pergocrema | 0 – 0 | Cremonese |  |

| 21 ottobre 1979 4ª giornata | Alessandria | 1 – 1 | Pergocrema |  |

| 28 ottobre 1979 5ª giornata | Pergocrema | 1 – 1 | Treviso |  |

| 4 novembre 1979 6ª giornata | Varese | 2 – 0 | Pergocrema |  |

| 11 novembre 1979 7ª giornata | Casale | 1 – 0 | Pergocrema |  |

| 18 novembre 1979 8ª giornata | Pergocrema | 0 – 1 | Sant'Angelo |  |

| 25 novembre 1979 9ª giornata | Biellese | 1 – 0 | Pergocrema |  |

| 2 dicembre 1979 10ª giornata | Pergocrema | 1 – 1 | Reggiana |  |

| 9 dicembre 1979 11ª giornata | Rimini | 2 – 0 | Pergocrema |  |

| 16 dicembre 1979 12ª giornata | Pergocrema | 1 – 1 | Piacenza |  |

| 23 dicembre 1979 13ª giornata | Triestina | 2 – 0 | Pergocrema |  |

| 6 gennaio 1980 14ª giornata | Fano | 1 – 0 | Pergocrema |  |

| 13 gennaio 1980 15ª giornata | Pergocrema | 1 – 1 | Sanremese |  |

| 20 gennaio 1980 16ª giornata | Mantova | 1 – 1 | Pergocrema |  |

| 27 gennaio 1980 17ª giornata | Pergocrema | 3 – 0 | Novara |  |

#### Girone di ritorno
| 3 febbraio 1980 18ª giornata | Lecco | 1 – 1 | Pergocrema |  |

| 10 febbraio 1980 19ª giornata | Pergocrema | 0 – 1 | Forlì |  |

| 17 febbraio 1980 20ª giornata | Cremonese | 1 – 0 | Pergocrema |  |

| 24 febbraio 1980 21ª giornata | Pergocrema | 1 – 1 | Alessandria |  |

| 2 marzo 1980 22ª giornata | Treviso | 0 – 0 | Pergocrema |  |

| 9 marzo 1980 23ª giornata | Pergocrema | 0 – 0 | Varese |  |

| 16 marzo 1980 24ª giornata | Pergocrema | 4 – 1 | Casale |  |

| 23 marzo 1980 25ª giornata | Sant'Angelo | 2 – 0 | Pergocrema |  |

| 30 marzo 1980 26ª giornata | Pergocrema | 0 – 0 | Biellese |  |

| 13 aprile 1980 27ª giornata | Reggiana | 1 – 0 | Pergocrema |  |

| 20 aprile 1980 28ª giornata | Pergocrema | 0 – 0 | Rimini |  |

| 27 aprile 1980 29ª giornata | Piacenza | 0 – 0 | Pergocrema |  |

| 11 maggio 1980 30ª giornata | Pergocrema | 1 – 0 | Triestina |  |

| 18 maggio 1980 31ª giornata | Pergocrema | 1 – 1 | Fano |  |

| 25 maggio 1980 32ª giornata | Sanremese | 3 – 0 | Pergocrema |  |

| 1º giugno 1980 33ª giornata | Pergocrema | 0 – 0 | Mantova |  |

| 8 giugno 1980 34ª giornata | Novara | 1 – 1 | Pergocrema |  |